# Laura Balzer
Laura Balzer (* 1993 in Braunschweig) ist eine deutsche Theater- und Filmschauspielerin.

## Leben
Balzer studierte von 2012 bis 2015 an der Hochschule für Bildende Künste Braunschweig Malerei. Während des Studiums wechselte sie zur Schauspielerei und studierte dieses Fach von 2015 bis 2019 an der Hochschule für Schauspielkunst „Ernst Busch“ Berlin. Für ihre schauspielerische Leistung im Theaterstück Der gute Mensch von Sezuan wurde sie 2018 mit dem Schülerkritikerpreis der Woche junger Schauspieler ausgezeichnet. Im selben Jahr erhielt sie den Max-Reinhardt-Preis für ihre Rolle als Wolfi Wolfinger in Messias aus Hessen. Seit 2019 ist sie Mitglied des Berliner Ensemble und wirkte an verschiedenen Stücken wie Mutter und Söhne, Amir oder Katzelmacher mit.
Als Fernsehschauspielerin debütierte sie 2019 in einer Episode der Fernsehserie SOKO Wismar. In Trümmermädchen – Die Geschichte der Charlotte Schumann verkörperte sie die titelgebende Hauptrolle der Charlotte Schumann. Sie spielte 2022 im Kurzfilm Gebranntes Kind mit. 2023 folgte die Hauptrolle der Marie im Liebesdrama Zwischen uns die Nacht. Außerdem wirkte sie im selben Jahr in drei Episoden der Fernsehserie Die Therapie mit. 2025 spielte sie in der Rolle der Nele Krüger als eine der Hauptdarstellerinnen im Tatort Borowski und das hungrige Herz mit.

## Filmografie (Auswahl)
- 2019: SOKO Wismar (Fernsehserie, Episode 17x08)
- 2021: Trümmermädchen – Die Geschichte der Charlotte Schumann
- 2022: Gebranntes Kind (Kurzfilm)
- 2023: Zwischen uns die Nacht
- 2023: Die Therapie (Fernsehserie, 3 Episoden)
- 2025: Tatort: Borowski und das hungrige Herz (Fernsehfilm)
- 2025: Schwesterherz
- 2025: SOKO Köln: Rache (Fernsehserie)

## Theater (Auswahl)
- 2016: Rose Bernd (Hochschule für Schauspielkunst „Ernst Busch“ Berlin)
- 2016: This Property is Condemned (Hochschule für Schauspielkunst „Ernst Busch“ Berlin)
- 2016: Kampf des Negers und der Hunde (Hochschule für Schauspielkunst „Ernst Busch“ Berlin)
- 2016: Poco und der letzte Deutsche (Berliner Arbeiter-Theater)
- 2017: Maria Stuart (Hochschule für Schauspielkunst „Ernst Busch“ Berlin)
- 2017: Der gute Mensch von Sezuan (Schaubühne am Lehniner Platz)
- 2018: Dantons Tod (Hochschule für Schauspielkunst „Ernst Busch“ Berlin)
- 2018: Paradise Lost (Hochschule für Schauspielkunst „Ernst Busch“ Berlin)
- 2018: Messias aus Hessen (Berliner Arbeiter-Theater)
- 2019: Mutter und Söhne (Berliner Ensemble)
- 2019: Amir (Berliner Ensemble)
- 2020: Glaube und Heimat (Berliner Ensemble)
- 2020: Katzelmacher (Berliner Ensemble)
- 2022: Die Dreigroschenoper (Lucy Brown) (Berliner Ensemble)
- 2023: Kaspar (Akademietheater)[11]

## Auszeichnungen
- 2018: Schülerkritikerpreis der Woche junger Schauspieler für Der gute Mensch von Sezuan
- 2018: Max-Reinhardt-Preis für Messias aus Hessen